# Fußball-Europameisterschaft 1988/Finalrunde
Die Finalrundenspiele der Fußball-Europameisterschaft 1988:
Mit dem Ende der Gruppenphase waren 4 Mannschaften für die Finalrunde qualifiziert:
| Gruppe 1   | Gruppe 2       |
| ---------- | -------------- |
| 1. BRD     | 1. Sowjetunion |
| 2. Italien | 2. Niederlande |

|  | Halbfinale     | Halbfinale |             |             | Finale | Finale |
|  |                |            |             |             |        |        |
|  |                |            |             |             |        |        |
|  | BR Deutschland | 1 (0)      |             |             |        |        |
|  | Niederlande    | 2 (0)      |             |             |        |        |
|  |                |            | Niederlande | 2 (1)       |        |        |
|  |                |            |             | Sowjetunion | 0 (0)  |        |
|  | Sowjetunion    | 2 (1)      |             |             |        |        |
|  | Italien        | 0 (0)      |             |             |        |        |
|  |                |            |             |             |        |        |

## Halbfinale

### BR Deutschland – Niederlande 1:2 (0:0)
| BR Deutschland                                                   | BR Deutschland | Niederlande | Niederlande | Aufstellung                                  |
| ---------------------------------------------------------------- | --- | --- | ----------- | -------------------------------------------- |
| BR Deutschland                                                   | \| 1. Halbfinale \| \| Dienstag, 21. Juni 1988, 20:15 Uhr in Hamburg (Volksparkstadion) \| \| Zuschauer: 56.115[1] \| \| Schiedsrichter: Ioan Igna ( Rumänien) \|                                                                           | \| 1. Halbfinale \| \| Dienstag, 21. Juni 1988, 20:15 Uhr in Hamburg (Volksparkstadion) \| \| Zuschauer: 56.115[1] \| \| Schiedsrichter: Ioan Igna ( Rumänien) \|                                                                                      | Niederlande | Aufstellung BR Deutschland gegen Niederlande |
| BR Deutschland                                                   | Eike Immel – Matthias Herget (46. Hans Pflügler) – Jürgen Kohler, Uli Borowka – Andreas Brehme, Lothar Matthäus , Wolfgang Rolff, Olaf Thon – Jürgen Klinsmann, Rudi Völler, Frank Mill (79. Pierre Littbarski) Teamchef: Franz Beckenbauer | Hans van Breukelen – Ronald Koeman – Berry van Aerle, Frank Rijkaard, Adri van Tiggelen – Gerald Vanenburg, Jan Wouters, Arnold Mühren (58. Wim Kieft), Erwin Koeman (89. Wilbert Suvrijn) – Ruud Gullit – Marco van Basten Cheftrainer: Rinus Michels | Niederlande | Aufstellung BR Deutschland gegen Niederlande |
| BR Deutschland                                                   | 1:0 Matthäus (55., Foulelfmeter) | 1:1 R. Koeman (74., Foulelfmeter) 1:2 van Basten (88.) | Niederlande | Aufstellung BR Deutschland gegen Niederlande |
| BR Deutschland                                                   | van Breukelen (60.) | | Niederlande | Aufstellung BR Deutschland gegen Niederlande |
| 1. Halbfinale                                                    | | |             |                                              |
| Dienstag, 21. Juni 1988, 20:15 Uhr in Hamburg (Volksparkstadion) | | |             |                                              |
| Zuschauer: 56.115                                                | | |             |                                              |
| Schiedsrichter: Ioan Igna ( Rumänien)                            | | |             |                                              |

### Sowjetunion – Italien 2:0 (0:0)
| Sowjetunion                                                     | Sowjetunion | Italien | Italien | Aufstellung                           |
| --------------------------------------------------------------- | --- | --- | ------- | ------------------------------------- |
| Sowjetunion                                                     | \| 2. Halbfinale \| \| Mittwoch, 22. Juni 1988, 20:15 Uhr in Stuttgart (Neckarstadion) \| \| Zuschauer: 61.606 \| \| Schiedsrichter: Alexis Ponnet ( Belgien) \| | \| 2. Halbfinale \| \| Mittwoch, 22. Juni 1988, 20:15 Uhr in Stuttgart (Neckarstadion) \| \| Zuschauer: 61.606 \| \| Schiedsrichter: Alexis Ponnet ( Belgien) \| | Italien | Aufstellung Sowjetunion gegen Italien |
| Sowjetunion                                                     | Rinat Dassajew – Wagis Chidijatullin – Wladimir Bessonow (36. Anatolij Demjanenko), Oleh Kusnezow – Hennadij Lytowtschenko, Sjarhej Alejnikau, Alexej Michailitschenko, Wassili Raz – Alexander Sawarow, Sergei Gozmanow – Oleh Protassow Cheftrainer: Valeri Lobanowski | Walter Zenga – Franco Baresi – Giuseppe Bergomi , Riccardo Ferri, Paolo Maldini (65. Luigi De Agostini) – Roberto Donadoni, Fernando De Napoli, Giuseppe Giannini, Carlo Ancelotti – Roberto Mancini (46. Alessandro Altobelli), Gianluca Vialli Cheftrainer: Azeglio Vicini | Italien | Aufstellung Sowjetunion gegen Italien |
| Sowjetunion                                                     | 1:0 Litowtschenko (60.) 2:0 Protassow (62.) | | Italien | Aufstellung Sowjetunion gegen Italien |
| Sowjetunion                                                     | Kusnezow (2.), Bessonow (32.), Gozmanow (44.) | Baresi (35.), De Napoli (78.), Ferri (85.) | Italien | Aufstellung Sowjetunion gegen Italien |
| 2. Halbfinale                                                   | | |         |                                       |
| Mittwoch, 22. Juni 1988, 20:15 Uhr in Stuttgart (Neckarstadion) | | |         |                                       |
| Zuschauer: 61.606                                               | | |         |                                       |
| Schiedsrichter: Alexis Ponnet ( Belgien)                        | | |         |                                       |

## Finale

### Niederlande – Sowjetunion 2:0 (1:0)
| Niederlande                                                     | Niederlande | Sowjetunion | Sowjetunion | Aufstellung                               |
| --------------------------------------------------------------- | --- | --- | ----------- | ----------------------------------------- |
| Niederlande                                                     | \| Finale \| \| Samstag, 25. Juni 1988 um 15:30 Uhr in München (Olympiastadion) \| \| Zuschauer: 72.308[2] \| \| Schiedsrichter: Michel Vautrot ( Frankreich) \|                                                 | \| Finale \| \| Samstag, 25. Juni 1988 um 15:30 Uhr in München (Olympiastadion) \| \| Zuschauer: 72.308[2] \| \| Schiedsrichter: Michel Vautrot ( Frankreich) \| | Sowjetunion | Aufstellung Niederlande gegen Sowjetunion |
| Niederlande                                                     | Hans van Breukelen – Ronald Koeman – Berry van Aerle, Frank Rijkaard, Adri van Tiggelen – Gerald Vanenburg, Jan Wouters, Arnold Mühren, Erwin Koeman – Ruud Gullit – Marco van Basten Cheftrainer: Rinus Michels | Rinat Dassajew – Wagis Chidijatullin – Anatolij Demjanenko, Sjarhej Alejnikau – Hennadij Lytowtschenko, Oleksandr Sawarow, Oleksij Mychajlytschenko, Sjarhej Hozmanau (69. Serhij Baltatscha), Wassili Raz – Ihor Bjelanow, Oleh Protassow (71. Wiktor Passulko) Cheftrainer: Walerij Lobanowskyj | Sowjetunion | Aufstellung Niederlande gegen Sowjetunion |
| Niederlande                                                     | 1:0 Gullit (33.) 2:0 van Basten (54.) | | Sowjetunion | Aufstellung Niederlande gegen Sowjetunion |
| Niederlande                                                     | Wouters (37.), van Aerle (50.) | Bjelanow (31.), Litowtschenko (33.), Chidijatullin (42.) | Sowjetunion | Aufstellung Niederlande gegen Sowjetunion |
| Niederlande                                                     | van Breukelen hält Foulelfmeter von Bjelanow (58.) | | Sowjetunion | Aufstellung Niederlande gegen Sowjetunion |
| Finale                                                          | | |             |                                           |
| Samstag, 25. Juni 1988 um 15:30 Uhr in München (Olympiastadion) | | |             |                                           |
| Zuschauer: 72.308                                               | | |             |                                           |
| Schiedsrichter: Michel Vautrot ( Frankreich)                    | | |             |                                           |